# 9153 Тікуріндзі
9153 Тікуріндзі (9153 Chikurinji) — астероїд головного поясу, відкритий 30 жовтня 1981 року.
Тіссеранів параметр щодо Юпітера — 3,323.